# مصلحان
مصلحان (به انگلیسی: The Peacemakers) یک اثر نقاشی خلق شده در ۱۸۶۸ میلادی به دست جورج هیلی است. در این نقاشی رئیس‌جمهور وقت آمریکا آبراهام لینکلن به چشم می‌خورد. نقاشی اصل در آتش سوخت ولی یک کپی از آن در خانه‌ای در شیکاگو کشف شد که هم‌اکنون در کاخ سفید به سر می‌برد.